# Montaña Palentina
Die Comarca Montaña Palentina ist eine der vier Comarcas in der Provinz Palencia der autonomen Gemeinschaft Kastilien und León.
Sie umfasst 18 Gemeinden mit ca. 50 Weilern auf einer Fläche von 1.680,54 km² mit dem Hauptort Aguilar de Campoo.

## Gemeinden
| Gemeinde                  | Einwohner (2024) | Fläche km² | Dichte Einw./km² | Cod INE | Postleitzahl |
| ------------------------- | ---------------- | ---------- | ---------------- | ------- | ------------ |
| Aguilar de Campoo         | 6.823            | 236,54     | 29               | 34004   | 34800        |
| Barruelo de Santullán     | 1.160            | 53,30      | 22               | 34027   | 34820        |
| Berzosilla                | 47               | 19,61      | 2                | 34032   | 39250        |
| Brañosera                 | 253              | 62,48      | 4                | 34036   | 34829        |
| Castrejón de la Peña      | 320              | 106,40     | 3                | 34049   | 34850        |
| Cervera de Pisuerga       | 2.284            | 326,26     | 7                | 34056   | 34840        |
| Dehesa de Montejo         | 135              | 43,78      | 3                | 34067   | 34484        |
| Guardo                    | 5.548            | 62,83      | 88               | 34080   | 34880        |
| Mudá                      | 80               | 6,81       | 12               | 34110   | 34839        |
| La Pernía                 | 313              | 165,67     | 2                | 34904   | 34847        |
| Polentinos                | 40               | 14,87      | 3                | 34134   | 34846        |
| Pomar de Valdivia         | 490              | 80,16      | 6                | 34135   | 34813        |
| Respenda de la Peña       | 141              | 65,65      | 2                | 34151   | 34870        |
| Salinas de Pisuerga       | 329              | 21,20      | 16               | 34158   | 34830        |
| San Cebrián de Mudá       | 150              | 41,01      | 4                | 34160   | 34839        |
| Santibáñez de la Peña     | 934              | 111,74     | 8                | 34171   | 34870        |
| Triollo                   | 74               | 63,29      | 1                | 34185   | 34887        |
| Velilla del Río Carrión   | 1.129            | 198,94     | 6                | 34199   | 34886        |
| Comarca Montaña Palentina | 20.250           | 1.680,54   | 12               | –       | –            |